# 1805
1805. је била проста година.

## Догађаји

### Април
- 17. април — Скупштина у Пећанима

### Јун
- 4. јун — Лигурска република анектирана од стране Првог француског царства

### Август
- 18. август — Бој на Иванковцу
- 28. август — На скупштини устаничких старешина у Борку је донета одлука о оснивању Правитељствујушчег совјета сербског као централног органа власти у устаничкој Србији.

### Октобар
- 17. октобар — Аустријски генерал Мак фон Лајберик принуђен да преда своју целокупну војску Наполеону након што је опкољен у бици код Улма.
- 21. октобар — У бици код Трафалгара Британци под Хорејшиом Нелсоном поразили су француско-шпанску флоту без иједног изгубљеног брода.

### Непознат датум
- Википедија:Непознат датум — Наполеонови ратови (1799—1815) - Трећа коалиција.
- Википедија:Непознат датум — 6 - 18. новембар – Битка код Шенграберна

### Децембар
- 2. децембар — Француска војска под командом Наполеона Бонапарте је поразила руску и аустријску војску у бици код Аустерлица
- 26. децембар — Пожунски мир
- 25. новембар — 30. новембар – Скупштина у Смедереву (1805)

## Рођења

### Април
- 2. април — Ханс Кристијан Андерсен, дански књижевник

### Новембар
- 19. новембар — Фердинанд де Лесепс, француски инжењер

## Смрти

### Мај
- 9. мај — Фридрих Шилер, немачки песник

### Јун
- 5. октобар — Чарлс Корнволис, британски генерал и колонијални управник
- 21. октобар — Хорејшио Нелсон, британски адмирал